# Новый Узюм
Но́вый Узю́м (тат. Яңа Өҗем) — деревня в Атнинском районе Республики Татарстан, в составе Кшкловского сельского поселения.

## Этимология
Топоним произошёл от татарского слова «яңа» (новый) и ойконима «Өҗем» (Узюм).

## География
Деревня находится в бассейне реки Ура, в 15 км к северо-востоку от районного центра — села Большая Атня.

## История
Основание деревни относят ко второй половине XVIII века.
В сословном плане, вплоть до 1860-х годов жители деревни относились к государственным крестьянам. Их основными занятиями в то время были земледелие, скотоводство. 
В «Списке населенных мест по сведениям 1859 года», изданном в 1866 году, населённый пункт упомянут как казённая деревня Новый Узюм 2-го стана Царёвококшайского уезда Казанской губернии. Располагалась при речке Люже, по левую сторону транспортного тракта из Казани в Вятскую губернию, в 144 верстах от уездного города Царёвококшайска и в 25 верстах от становой квартиры в казённой деревне Уразлино (Казаклар). В деревнях в 163 дворах жили 1132 человека (540 мужчин и 592 женщины). Была мечеть.
В начале XX века в деревне действовала мечеть.
Административно, до 1920 года деревня относилась к Царёвококшайскому уезду Казанской губернии, с 1920 года — к Арскому кантону, с 1930 года (с перерывом) — к Атнинскому (Тукаевскому) району Татарстана.

## Население
Динамика
По данным переписей, население деревни уменьшалось с 1132 человек в 1859 году до 51 человека в 2015 году.
Национальный состав
Согласно результатам переписи 2002 года, в национальной структуре населения села татары составляли 98% из 64 человек.

## Экономика
Жители работают преимущественно в сельскохозяйственном производственном кооперативе «Тан», занимаются полеводством, животноводством.